# XXXX. Armeekorps (Wehrmacht)
Das XXXX. Armeekorps (40. Armeekorps) war ein Großverband der deutschen Wehrmacht, der im Zweiten Weltkrieg 1940 beim Westfeldzug, 1941 gegen Griechenland und seit 1941 an der Ostfront zum Einsatz kam und im August/September 1941 auch als Gruppe Stumme bezeichnet wurde.
Es wurde während der Don-Offensive am 9. Juli 1942 in XXXX. Panzerkorps umbenannt. Im November und Dezember 1943 wurde das Generalkommando auch als Gruppe Henrici bezeichnet, im Januar und Februar 1944 als Gruppe Schörner und im Mai und Juni 1944 als Gruppe von Knobelsdorff.

## Geschichte
Das XXXX. Armeekorps wurde am 26. Januar 1940 im Wehrkreis X aufgestellt. Anschließend wurde das Generalkommando an die Westfront verlegt und zuerst der 12. Armee, dann der 4. Armee unterstellt. Am 15. September 1940 wurde der Stab im Wehrkreis VIII zum Generalkommando XXXX. Armeekorps (mot.) umgebildet. Schließlich folgte während der deutschen Don-Offensive am 9. Juli 1942 die Umbenennung in XXXX. Panzerkorps.

### 1940 Westfeldzug
Bei Beginn des Feldzuges gegen Frankreich (10. Mai 1940) fungierte das Korps als Heeresgruppen-Reserve der Heeresgruppe A, es wurde der 12. Armee durch das nördliche Luxemburg und das südliche Belgien in den Raum St. Quentin nachgeführt. Ende Mai 1940 bildete das Korps den rechten Flügel der 6. Armee und war zwischen Amiens und Péronne an der Somme eingesetzt. Beim Fall Rot folgten die unterstellte 87. und 44. Infanterie-Division den vorangegangenen Verbänden des XIV. A.K. (mot.) und rückten zusammen mit dem IV. Armeekorps westlich von Compiegne zur Seine vor. Beim Waffenstillstand war das Generalkommando dann Teil der bei Tours an der Loire eingesetzten 18. Armee, im Befehlsbereich lagen die 9., 44. und 94. Infanterie-Division. Am Jahresende 1940 befand sich das jetzt als XXXX. Armeekorps (mot.) bezeichnete Generalkommando wieder bei der 12. Armee, zugewiesen war die 9. Panzer- und die 60. I.D. (mot.).

### 1941 Griechenlandfeldzug

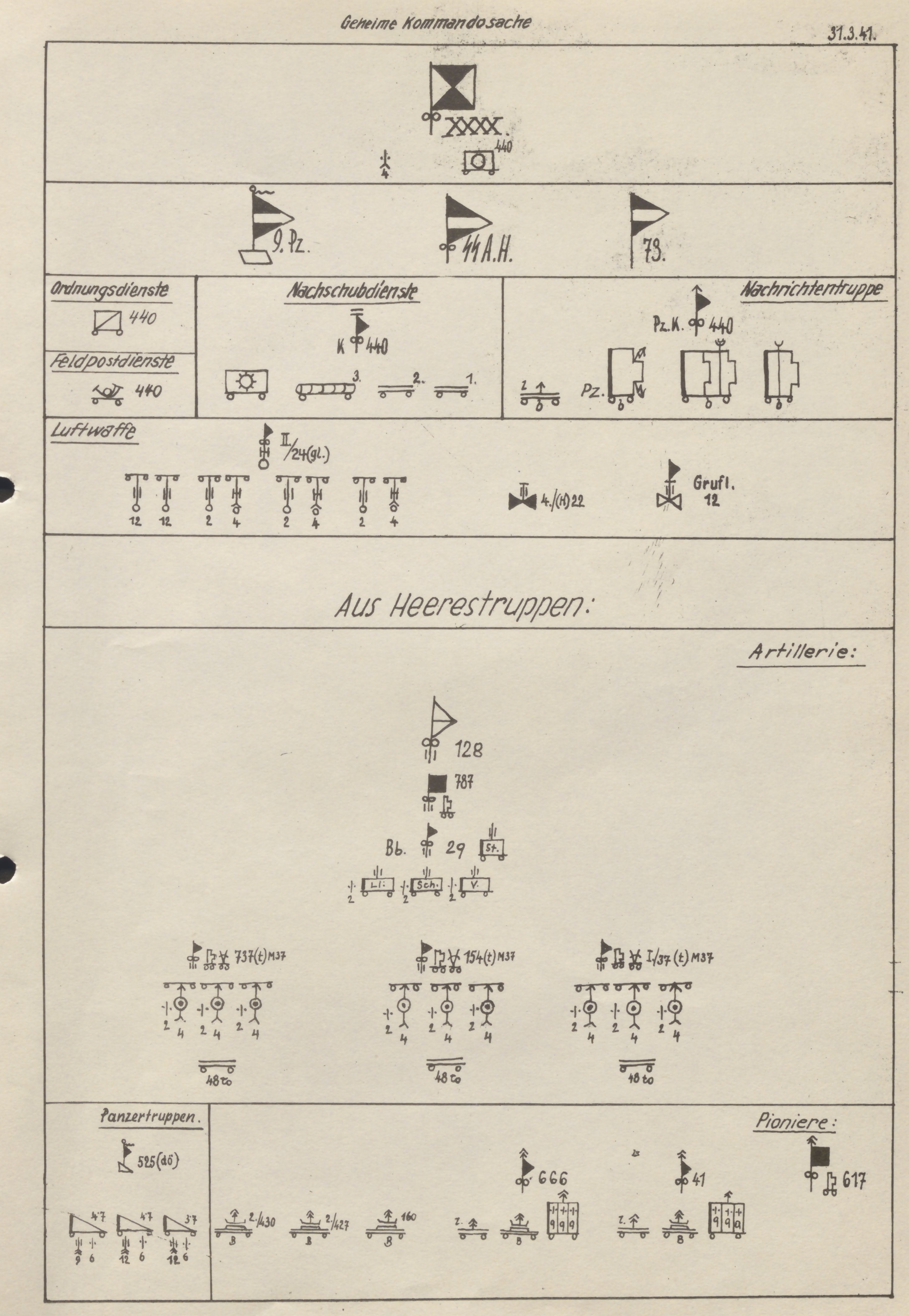
Gliederung des XXXX. Armeekorps am 31. März 1941, taktische Zeichen

Von Bulgarien aus nahm das XXXX. Armeekorps (mot.) ab 5. April 1941 im Verband der 12. Armee am Feldzug gegen Jugoslawien und Griechenland teil; unterstellt waren die 9. Panzer-, SS-Leibstandarte und 73. Infanterie-Division. Das Korps überquerte ab 6. April an zwei Stellen die bulgarische Grenze. Die auf Kumanowo vorrückende 9. Panzerdivision wurde auf den Bergstraßen und die über Štip angesetzte 73. I.D. bei Carevo Selo durch den Widerstand jugoslawischer Verbände angehalten. Der weitere Vorstoß erfolgte über Skopje (7. April), am Abend des 8. April besetzte die Vorhut eines SS-Regiments Prilep. Darauf erfolgte der Angriff über die griechische Grenze in Richtung Florina.
Zur Fortsetzung des Feldzugs in Zentralgriechenland wurden zwei starke Angriffsgruppen gebildet. Die östliche stand unter dem Kommando des XVIII. Gebirgskorps (2. Panzer- und 72. Infanterie-Division) mit dem XXXX. Armeekorps (73. Infanterie-Division und 9. Panzerdivision). Bei der Lagebesprechung vom 9. April äußerte der Oberbefehlshaber der 12. Armee, Feldmarschall List, seine Bedenken, dass eine Blockade der Pässe südlich von Monastir den Vormarsch nach Zentralgriechenland bedrohen würde. Aufgrund dieser Einschätzung wurde der Panzergruppe Kleist die für den jugoslawischen Feldzug nicht mehr benötigte 5. Panzerdivision zugeführt und rückte aus dem Raum westlich von Sofia über Nisch und Pristina nach Makedonien nach.
Am Morgen des 10. April hatte das XXXX. Armeekorps seine Vorbereitungen zum Durchbruch abgeschlossen, entgegen allen Erwartungen hatten die griechischen Truppen die Pässe bei Monastir offen gelassen. Ein vorgeschicktes Aufklärungsbataillon des SS-Regiments stieß erst im Gebiet östlich von Florina auf Widerstand. Am 13. April erhielten die mobilen Einheiten des 9. SS-Regiment den Auftrag, den Rückzugsweg der griechischen 1. Armee aus Albanien abzuschneiden, indem es Kastoria in Besitz nahm. Das Panzerregiment 33 der 9. Panzerdivision rückte am gleichen Tag in Ptolemais ein. Am Morgen des 14. April erreichten die Speerspitzen der 9. Panzerdivision Kozani und am Abend wurde ein Brückenkopf über den Aliakmon-Fluss gebildet. Erst am 13. April begannen die Einheiten der griechischen Westarmee den Rückzug über das Pindos-Gebirge. Die stark verteidigten Höhenstellungen am Aliakmon wurde am 17. April in Zusammenwirken der 5. und 9. Panzer-Division sowie der SS-Leibstandarte Adolf Hitler genommen. An diesem und am folgenden Tag kam es zu schweren Kämpfen, vor allem am Kastoria-Pass, wo die 73. I. D. den griechischen Rückzug blockierte. Der griechische Kommandant erkannte die Ausweglosigkeit der Situation und bot an, mit vierzehn Divisionen zu kapitulieren. Im Zusammenwirken mit dem XVIII. Gebirgskorps ging das XXXX. Armeekorps ab dem 24. April 1941 gegen die Thermopylen-Stellung des britischen Expeditionskorps vor und durchstieß diese in Richtung Theben. Nach dem Ende des Griechenlandfeldzuges wurde das Generalkommando XXXX ins Reich zurückverlegt und verblieb dann längeren Monate in Reserve.

### Wechsel an die Ostfront
Im August 1941 wurde das Generalkommando XXXX. A.K. (mot.) an die nördliche Ostfront zur Verstärkung der Panzergruppe 3 überstellt. Ab 23. August konnte die Gruppe Stumme (zugeteilt 102. und 256. I.D.) zusammen mit dem LVII. Armeekorps (mit der 19. und 20. Panzer-Division) den Kessel um die sowjetische 22. Armee bei Welikije Luki verengen und dann Toropez erreichen.
Es folgte die Verlegung an die mittlere Ostfront in den Raum Roslawl und für das Unternehmen Taifun die Unterstellung bei der Panzergruppe 4. Das XXXX. A. K. (mot.) konnte am 4. Oktober mit der 10. Panzer-Division Kirow und Mossalsk einnehmen, am folgenden Tag fiel Juchnow. Bis zum 7. Oktober wurde der Kessel von Wjasma im Zusammenwirken mit dem LVI. A.K. (mot.) der Panzergruppe 3 geschlossen. Mitte Oktober wurde das Korps aus dem Raum Wjasma nach Osten nachgeführt, um am Angriff auf Moskau teilzunehmen. Am 23. November erreichte das Korps den Raum 15 Kilometer westlich von Istra, das am 26. November zusammen mit dem IX. Armeekorps genommen wurde. Die zugeteilte SS-Division Das Reich stand Anfang Dezember 17 Kilometer vor Moskau bei Lenino. Nach der Gegenoffensive der russischen 5. Armee musste das Korps ab 10. Dezember hinter die Istra und bald weiter zurückgenommen werden.

### 1942
Zum Jahresbeginn 1942 unterstanden dem in den Raum westlich von Juchnow zur 4. Armee transferierten Generalkommando die 19. Panzer-, die 10. mot., Teile der 56. I.D. und die 216. Infanterie-Division. Das Korps sollte im Anschluss an das XXXXIII. A.K. den gefährlichen Einbruch der sowjetischen 10. Armee und der Kavalleriegruppe Below an der Oka begegnen.
Nach den Frühjahrskämpfen und der Festigung der Front im Raum Spas-Demensk wurde das Generalkommando Anfang Mai 1942 in die OKH-Reserve zurückgenommen und zum Einsatz für die geplante Sommeroffensive bei der Heeresgruppe Süd aufgefrischt. Zu Beginn der deutschen Don-Offensive war das Korps im Raum Charkow im Verband der 6. Armee versammelt und trat am 30. Juni 1942 zur Offensive an, unterstellt waren die 336. Infanterie-Division, die 3. und 23. Panzer- sowie die 29. Infanterie-Division (mot.). Der Kommandierende General Stumme wurde im Juli 1942 nach den der Roten Armee bekannt gewordenen Angriffsplänen für den Fall Blau als verantwortlich angesehen und von seinem Korps-Kommando abgelöst. Die Infanterie des XXXX. und XVII. Armeekorps wurde zur Unterstützung in Richtung auf Wolokonowka-Oskol angesetzt. Der weitere Vormarsch erfolgte über Rossosch nach Millerowo. Das Korps wandte sich mit der 3. und 23. Panzerdivision nach Süden, der Don wurde bei Nikolajewskaja erreicht.
Das Korps rückte im Juli 1942 im Zuge des Unternehmen Edelweiß über den Don in den Kaukasus vor. Proletarsk wurde am 1. August erreicht und von dort stieß es am linken Flügel der 1. Panzerarmee in Richtung Ipatowo, weiter über die Kuma zum Terek vor. Vor Mosdok kam es dann zu schweren Kämpfen mit der sowjetischen 9. Armee und zum Ende des deutschen Vormarsches. Die unabhängig operierende 16. ID mot. wurde beauftragt, durch die Kalmückensteppe über Elista die Verbindung zur 4. Panzerarmee herzustellen. Zu Jahresende 1942 unterstanden nach Abbruch der Angriffe am Terek dem eng mit dem LII. A.K. zusammenarbeitenden Generalkommando XXXX nur noch die 3. Panzerdivision und die Kampfgruppe von Jungholz, eine Kosakeneinheit, die zur Deckung der offenen Ostflanke diente.

### 1943
Als Teil des 1. Panzerarmee begann am 1. Januar 1943 der allgemeine Rückzug nach Rostow am Don, fast 600 km vom Terek-Abschnitt entfernt. Die Nordgruppe der Transkaukasusfront drängte sofort nach, verlor jedoch aufgrund mangelnder Kommunikation schnell die Verbindung. Nach dem langen Rückzug erreichte das Korps Ende Januar endlich Rostow und überquerte den Don. Die Rote Armee löste die nächste Krise aus, als ihre Angriffe in der Woroschilowgrader Operation über den Donez in Richtung des Dnepr zielten. Das Korps wurde angewiesen, die Krise am Donez bei Slawjansk zu meistern. Für diese Aufgabe wurden dem Generalkommando die 7. und 11. Panzerdivision sowie die neu eintreffende 333. Infanteriedivision zugewiesen. In den folgenden Wochen umzingelte das Korps die weit nach Westen ins Hinterland der Armeegruppe Fretter-Pico durchgebrochene Panzergruppe Popow und kehrte dann zum Donez bei Isjum zurück, um im Rahmen der Schlacht von Charkow den Erfolg des II. SS-Korps durch Deckung der Südflanke mit der 7. Panzer- und der SS-Division Wiking sicherzustellen.
Zur Zeit der Schlacht um Kursk wurde der neu gegliederte Korpsabschnitt (46., 257. und 333. Infanterie-Division) in der Isjum-Barwenkowo-Operation durch neue Angriffe der Roten Armee getroffen. Vom 17. bis 27. Juli kam es zu schweren Abwehrkämpfen, die deutschen Stellungen konnten aber im Zusammenwirken mit dem LVII. Panzerkorps gehalten werden. Ein ähnlicher Ablauf spielte sich vom 16. bis 27. August bei der folgenden Donbass-Operation ab. Anfang September musste sich das Korps dem allgemeinen Rückzug der Heeresgruppe Süd an den Dnjepr anschließen. Zwischen dem 9. und 12. September konnte das Korps mit der 9. und 23. Panzerdivision sowie der 16. Panzergrenadier-Division erfolgreich gegen zwei durchbrochene schnelle Korps der sowjetischen 3. Gardearmee vorgehen. Dabei konnte die verlorene Verbindung zwischen der 1. Panzerarmee und der 6. Armee wiederhergestellt werden.
Anfang Oktober 1943 lag das Korps im Rahmen der 1. Panzerarmee mit dem XVII. A.K. und den Divisionen Nr. 335, 333, 123, 125, 304 im Brückenkopf von Saporoschje. Der Brückenkopf konnte gegenüber der sowjetischen 8. Gardearmee nur bis zum 13. Oktober gehalten werden. Danach wurde das Korps Ende Oktober bei der 8. Armee eingesetzt, um den ersten sowjetischen Angriff auf Kriwoy Rog abzuschlagen. In dieser Zeit waren unterstellt: 14. und 24. Panzer-Division, 376. Infanterie und Teile der 3. SS-Division Totenkopf. Ab 27. November 1943 wurde das Generalkommando nach ihren Kommandierenden Generalen auch als Gruppe Schörner und ab 1. Februar 1944 als Gruppe von Knobelsdorff bezeichnet. Den ganzen Winter war der Großverband im Rahmen der 1. Panzerarmee zusammen mit dem XVI. Armeekorps für die Verteidigung im Dnjepr-Brückenkopf von Nikopol zuständig.
Der übergeordneten Gruppe Schörner (Generalkommando XXXX.) waren dabei Ende 1943 große Teile der 6. Armee taktisch zugeteilt:
XVII. Armeekorps, General der Gebirgstruppe Hans Kreysing
- 123., 125. und 294. Infanterie-Division

IV. Armeekorps, General der Infanterie Friedrich Mieth
- 24. Panzer-Division
- 3. Gebirgs-, 17., 79., 111., 258. und 302. Infanterie-Division

XXIX. Armeekorps, General der Panzertruppe Erich Brandenberger
- 97. Jäger-, 9. und 335. Infanterie-Division[9]

### 1944
Nachdem die Rote Armee die Nikopol-Kriwoi Roger Operation vom 10. Januar bis 29. Februar 1944 erfolgreich gegen das deutsche LVII. und LII. Armeekorps begonnen hatte, drohte der Gruppe von Knobelsdorff die Abschneidung aller Verbindungen. Schließlich musste der Brückenkopf von Nikopol Mitte Februar geräumt werden.
Während der zweiten Phase der Dnepr-Karpaten-Operation musste sich das Korps ab 5. März 1944 dem allgemeinen deutschen Rückzug durch die südwestliche Ukraine anschließen. Der Rückzug erfolgte durch Bessarabien an die alte rumänische Grenze. Erst Mitte April wurde nördlich von Kischinew der Dnjestr erreicht, wo neue Verteidigungsanlagen angelegt werden konnten. Der Gruppe von Knobelsdorff waren dabei unterstellt:
- LVII. Panzerkorps (rum. 1. und 13. Inf. Division, 14. Panzer-Division, 46. I.D.)
- rum. I. Armee-Korps (rum. 6. und 20. Inf. Division)
- rum. V. Armee-Korps (rum. 1. Garde- und 4. Inf.-Division)
- rum. VI. Armee-Korps (rum. 5. und 7. Inf.-, sowie 18. Gebirgs-Div., 76.I.D.)
- rum. VII. Armee-Korps  (rum. 103. und 104. Gebirgs-Brigade)

Das Generalkommando XXXX blieb bis Anfang August in Rumänien und wurde dann zur 3. Panzerarmee nach Kurland verlegt, um die durch die Operation Bagration entstandenen Frontlücken zu schließen. Am 4. August übernahm das Korps bei Eydtkau das Kommando über die 5. Panzerdivision, die 52. Sicherungs-Division und die 561. Volksgrenadier-Division.
Mit dem Vormarsch der Roten Armee zum Rigaer Meerbusen wurde die Heeresgruppe Nord abgeschnitten. Um diese Verbindung wiederherzustellen, wurde das Unternehmen Doppelkopf gestartet. Das Korps wurde mit dem XXXIX. Panzerkorps zum Gegenangriff nach Norden gezogen; unterstellt waren die 7. und 14. Panzerdivision, Panzergrenadierdivision „Großdeutschland“ und die 1. Infanteriedivision. Die verlorene Verbindung nach Tukkum konnte wiederhergestellt werden. Mitte September lagen die 551. Grenadier-, die 201. Sicherungs- und die 5. Panzer-Division im Korpsbereich.
Am 5. Oktober griffen die sowjetischen Truppen in Richtung Ostsee nach Polangen an und schnitten die Heeresgruppe Nord endgültig ab. Das Korps übernahm die Verteidigung von Tilsit  entlang der Memel zur Küste der Ostsee. Im November 1944 wurde das Korps aus Ostpreußen abgezogen und nach Radom verlegt. Hier wurde die Verteidigung des südlichen Sektors des Brückenkopfes Warka-Magnuszew übernommen.

### 1945
Am 12. Januar 1945 brach die sowjetische Offensive in der Weichsel-Oder-Operation los. Das XXXX. Panzerkorps trat vergeblich mit der 19. und 25. Panzerdivision zum Gegenangriff an. Am 17. Januar ging Warschau verloren, das Korps war bereits im Rückzug durch Łódź und wurde weiter nach Westen gedrängt. Bis Ende Januar wurden die Resttruppen des Korps bis hinter die Oder bei Grünberg verfolgt. Am 1. März übernahm das Generalkommando die Verteidigung am Oder-Abschnitt bei Guben. Unterstellt waren:
- Kampfgruppe 25. Panzer-Division
- SS-Waffen-Granadier-Division "Dirlewanger"
- Divisions-Stab z.b.V. 608
- 35. SS-Polizei-Grenadier-Division
- Divisions-Stab Matterstock, Brigade z.b.V. 100[11]

Im März 1945 wurde das Generalkommando nach Neiße verlegt und der 17. Armee unterstellt. Das Korps wurde auch von der letzten Offensive sowjetischer Truppen in Mitteleuropa, der Anfang Mai beginnenden Prager Operation, erfasst. Das XXXX. Panzerkorps wurde aus dem Grenzgebiet zwischen Mittelschlesien nach Böhmen zurückgedrängt. Die zuletzt unterstellte 17. Panzerdivision, die 1. Skijäger-Division sowie der 68. und 168. Infanterie-Division wurde mit der gesamten Heeresgruppe Mitte im Raum nördlich von Prag eingekesselt und kapitulierte am 8. Mai 1945.

## Führung
Kommandierender General
- General der Kavallerie Georg Stumme 26. Januar 1940 – 20. Juli 1942
- General der Panzertruppe Leo Geyr von Schweppenburg 20. Juli – 30. September 1942
- General der Panzertruppe Gustav Fehn, 1. Oktober – 13. November 1942
- General der Panzertruppe Sigfrid Henrici, 13. November 1942 – Oktober 1943
- Generaloberst Ferdinand Schörner, 15. November 1943 – 31. Januar 1944
- General der Panzertruppe Otto von Knobelsdorff, 31. Januar – 2. September 1944
- General der Panzertruppe Siegfried Henrici, 3. September 1944 – Kriegsende